# Bodilus saoudi
Bodilus saoudi är en skalbaggsart som beskrevs av Renaud Maurice Adrien Paulian 1980. Bodilus saoudi ingår i släktet Bodilus och familjen Aphodiidae. Inga underarter finns listade.